# Nafissa Souleymane
Nafissa Souleymane (* 18. November 1992 in Tahoua) ist eine ehemalige nigrische Leichtathletin, die sich auf den Sprint spezialisiert hat.

## Sportliche Laufbahn
Erste internationale Erfahrungen sammelte Nafissa Souleymane im Jahr 2011, als sie bei den Weltmeisterschaften in Daegu mit 12,74 s in der Vorausscheidungsrunde im 100-Meter-Lauf ausschied. Im Jahr darauf nahm sie dank einer Wildcard an den Olympischen Sommerspielen in London teil und schied auch dort mit 12,81 s in der Vorausscheidungsrunde aus. Daraufhin beendete sie ihre aktive sportliche Karriere im Alter von nur 20 Jahren.

## Persönliche Bestzeiten
- 100 Meter: 12,74 s (+1,8 m/s), 27. August 2011 in Daegu